# Canto das baleias

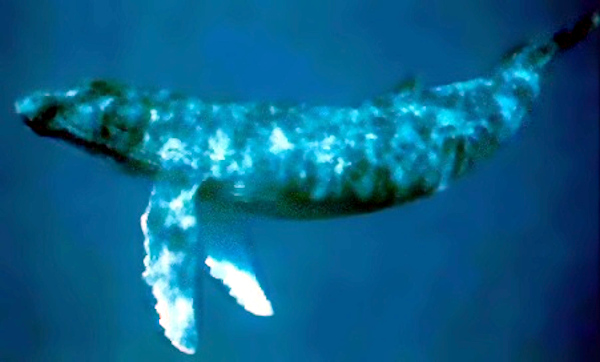
As baleias-jubarte são muito conhecidas por seus cantos.

O canto das baleias é o som produzido por elas para se comunicarem. A palavra "canção" é usada particularmente para descrever o padrão de sons habituais e predizíveis produzidos por algumas espécies de baleias (particularmente a jubarte) de maneira muito semelhante às regras rítmicas em composições musicais feitas por humanos.
Os mecanismos utilizados para produzir som variam de uma família de cetáceos para outra. Mamíferos marinhos, como as baleias, golfinhos e marsuínos, dependem muito mais do som para comunicação e percepção do meio que os mamíferos terrestres, em razão de outros sentidos serem efetivamente limitados na vida submersa. A visão é limitada para os mamíferos marinhos pela forma como a água refrata a luz. O olfato também é limitado, pelo fato de as moléculas dispersarem-se mais lentamente na água do que no ar. Além disso, a velocidade do som na água é aproximadamente quatro vezes maior do que na atmosfera ao nível do mar.

## Produção do som
Os seres-humanos produzem som ao expelir ar pela laringe. As cordas vocais dentro da laringe se abrem e se fecham de acordo com a necessidade para separar a corrente de ar em pequenos bolsões de ar. Esses bolsões são moldados pela garganta, língua e lábios nos sons desejados.
A produção de som pelos cetáceos é notavelmente diferente desse mecanismo. O mecanismo preciso difere nas duas maiores subordens de cetáceos: os Odontoceti (baleias dentadas, incluindo os golfinhos) e os Mysticeti (baleias de barbatana, ou baleias verdadeiras, incluindo as grandes baleias, como a baleia-azul).

### Produção do som pelas baleias dentadas

Esquema da cabeça de um golfinho mostrando as regiões envolvidas na produção do som.

As baleias dentadas não produzem os sons longos e em baixa-freqüência como os conhecidos cantos das baleias. Em vez disso, produzem rápidas seqüências de assobios e estalidos ("clicks") em alta-freqüência. Os estalidos curtos são geralmente usados para ecolocalização animal enquanto que estalidos seguidos e assobios são usados para comunicação. Embora um grande grupo de golfinhos possa fazer uma legítima algazarra de diferentes ruídos, muito pouco é conhecido sobre o significado desses sons. Frankel cita um pesquisador comparando esses sons com o de um grupo de crianças em um parquinho escolar.
Os vários sons são produzidos pela passagem de ar por estruturas conhecidas em inglês como phonic lips ("lábios fônicos"), uma estrutura na cabeça bastante parecida com a passagem nasal humana. O nome francês para lábios fônicos é museau de singe ("lábios de macaco"), assim chamado pela semelhança que se pensou haver entre com os lábios dos macacos quando essa estrutura foi descoberta. À medida que o ar passa por essa passagem estreita, as membranas dos lábios fônicos são sugadas juntas, fazendo o tecido circundante vibrar. Essas vibrações podem ser controladas, como as vibrações na laringe humana, conscientemente com grande precisão. As vibrações passam pelos tecidos da cabeça para o órgão do espermacete, que molda e direciona o som para um feixe de som para ecolocalização. Todas as baleias dentadas, exceto o cachalote, têm dois conjuntos de lábios fônicos e são capazes de produzir, assim, dois sons de forma independente. Uma vez que o ar passa pelos lábios fônicos ele entra no saco vestibular. A partir daí o ar pode ser reciclado e voltar para a parte baixa do complexo nasal, pronto para ser usado para a produção do som novamente, ou sair pelo espiráculo.
Novas análises cranianas usando varreduras feitas por tomografia computadorizada e tomografia computadorizada por emissão de fóton único, em 2004, mostraram que, ao menos no caso do golfinho, o ar pode ser fornecido ao complexo nasal pelo pulmão, a partir do esfíncter palatofaríngeo, permitindo que o processo de criação do som continue tão demorado quanto à capacidade do golfinho de respirar.

### Níveis sonoros das baleias dentadas
Os níveis sonoros das baleias dentadas variam de 40 Hz a 325 kHz. Uma lista de níveis de intensidade típicos é mostrada na tabela abaixo.
| Fonte do canto                                        | Níveis de intensidade da fonte (dB re 1 {\displaystyle \mu }Pa a 1 m) |
| ----------------------------------------------------- | --------------------------------------------------------------------- |
| Estalido do cachalote                                 | 163-223                                                               |
| Estalido de ecolocalizacão da baleia-branca           | 206-225 (amplitude pico-a-pico)                                       |
| Estalido de ecolocalizacão do golfinho-de-bico-branco | 194-219 (amplitude pico-a-pico)                                       |
| Estalido pulsante do golfinho-rotador                 | 108-115                                                               |
| Assobio do golfinho-comum                             | 125-173                                                               |

### Produção do som pelas baleias de barbatana
As baleias de barbatana não possuem lábios fônicos. Em vez disso, elas têm uma laringe que parece desempenhar alguma função na produção do som. Entretanto, elas não possuem cordas vocais e os cientistas continuam incertos quanto ao exato mecanismo de produção sonora. O processo, entretanto, pode não ser completamente análogo aos humanos porque as baleias não precisam exalar para produzir som. É possível que elas reciclem ar em torno do corpo para esse fim. Seios cranianos também podem ser usados para criar sons, mas, novamente, pesquisadores não estão esclarecidos quanto a isso.

### Níveis sonoros das baleias de barbatana
Os sons produzidos pelos mamíferos marinhos variam entre 10 Hz e 31 kHz. Uma lista de níveis típicos é mostrada na tabela abaixo.
| Fonte do canto        | Níveis de intensidade da fonte (dB re 1 {\displaystyle \mu }Pa a 1 m) |
| --------------------- | --------------------------------------------------------------------- |
| Baleia-fin            | 155-186                                                               |
| Baleia-azul           | 155-188                                                               |
| Baleia-cinzenta       | 142-185                                                               |
| Baleia-da-groenlândia | 128-189                                                               |

## Função dos sons
Acredita-se que, enquanto os complexos e inesquecíveis sons da baleia-jubarte (e algumas baleias azuis) sejam principalmente utilizados na época de seleção sexual (ver seção abaixo), os sons mais simples de outras baleias são utilizados durante todo o ano. Ao passo que muitas baleias dentadas são capazes de usar a ecolocalização para detectar o tamanho e natureza dos objetos, essa habilidade nunca foi demonstrada em  baleias de barbatana. Além disso, diferentemente de alguns peixes, como os tubarões, o olfato não é muito desenvolvido nas baleias. Deste modo, dada a fraca visibilidade dos meios aquáticos e o fato de o som deslocar-se muito melhor na água, sons audíveis para os humanos podem desempenhar um papel importante para a sua navegação. Por exemplo, a profundidade da água ou a existência de uma grande obstrução à frente podem ser detectados pelos sonoros sons produzidos pelas baleias de barbatana.

## O canto da baleia-jubarte

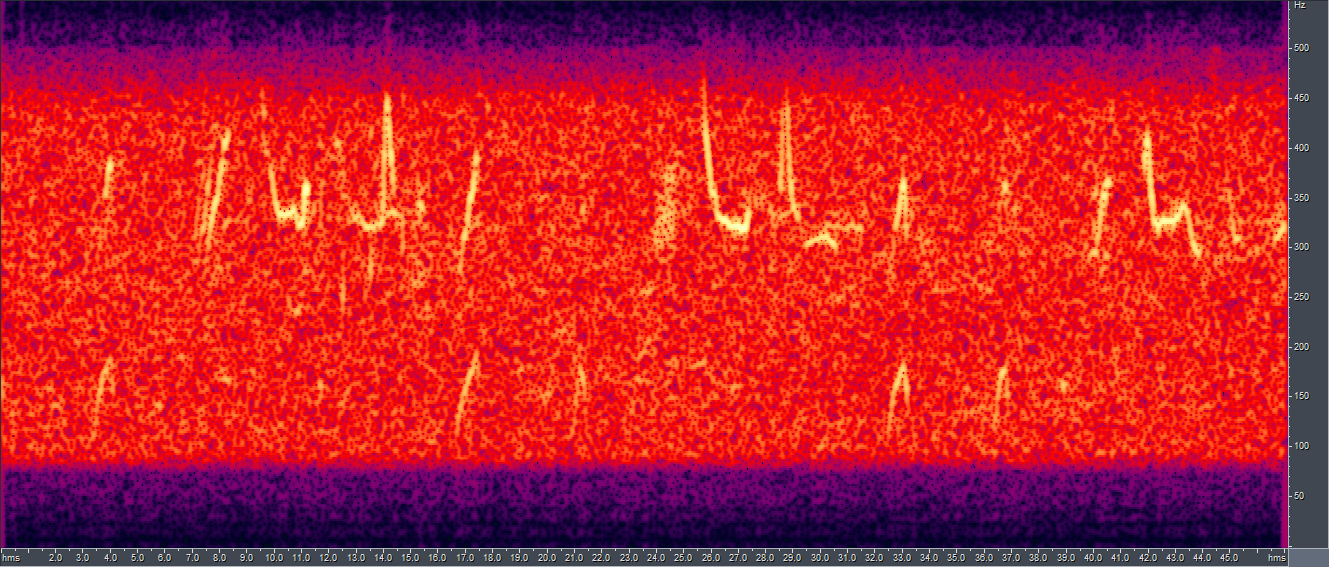
Espectrograma da canção de uma baleia-jubarte,
—

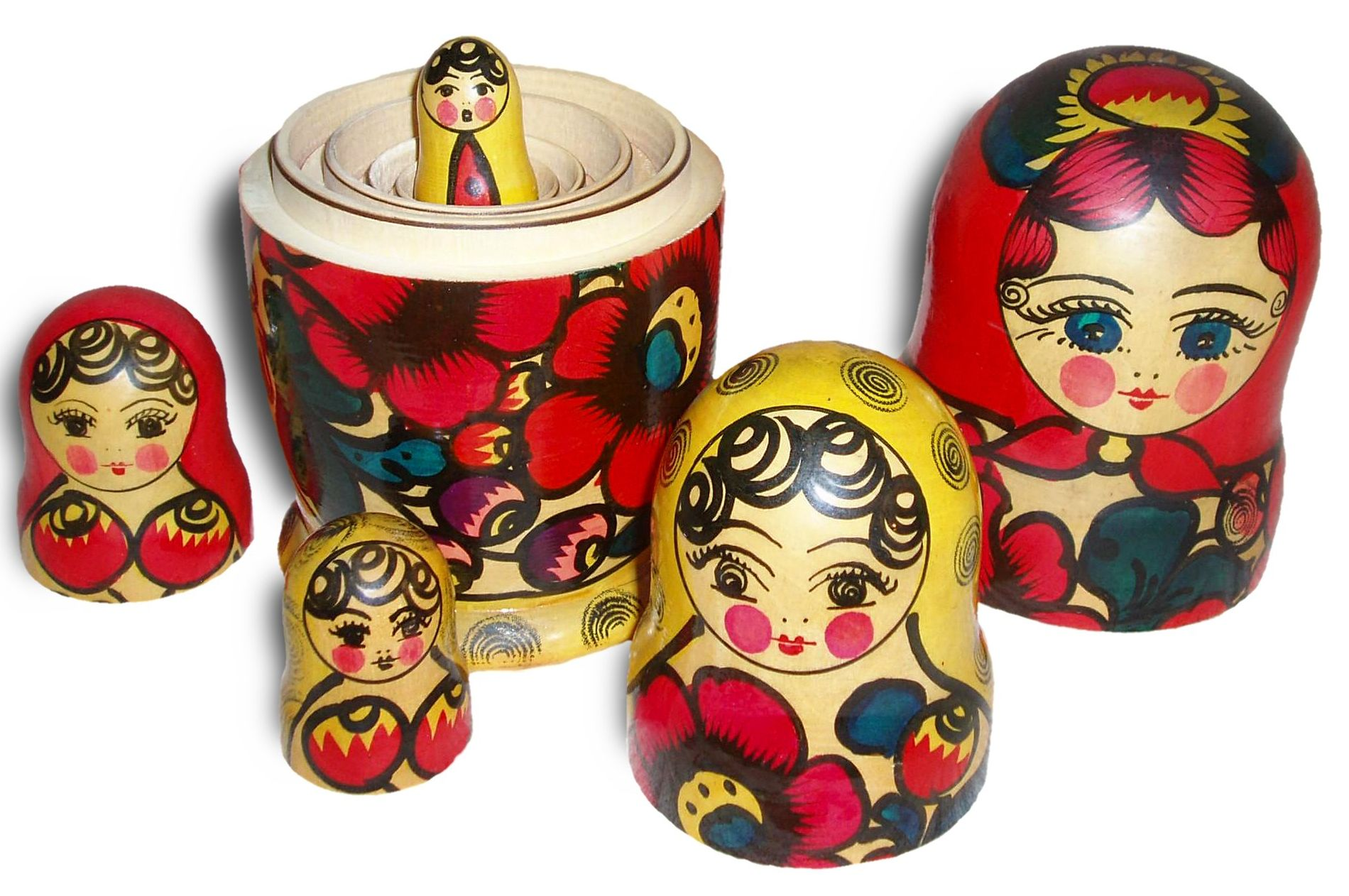
A estrutura hierárquica da canção de uma jubarte pode ser representada por bonecas matrioska, em que a maior (a canção) contém a imediatamente menor (o tema), e assim sucessivamente, passando pela frase e subfrase, até se chegar à menor boneca (a unidade). O conjunto de várias bonecas seria uma seção da canção.

Dois grupos de baleias, as jubarte e as subespécies da baleia-azul encontradas no Oceano Índico, são conhecidos por produzir sons repetidos a freqüências variáveis, conhecidos como o canto da baleia. O biólogo marinho Philip Clapham descreve a canção como "provavelmente a coisa mais complexa no reino animal".
Apenas os machos da baleia-jubarte cantam, realizando suas vocalizações predominantemente durante a temporada de acasalamento e ao longo das rotas de migração. Suspeita-se que a finalidade das canções é a de auxiliar na seleção sexual. Mas, se as canções descrevem um comportamento de competição entre os machos à procura da mesma companheira, o modo como se comportam na demarcação de território ou nos rituais de corte do macho para com a fêmea ainda não é conhecido, sendo tema de pesquisas em andamento. Tem-se observado o canto do macho enquanto este simultaneamente age como "acompanhante", próximo à fêmea. O canto também tem sido gravado em disputados grupos de baleias compostos de uma fêmea e múltiplos machos.
O interesse dos pesquisadores Roger Payne e Scott McVay pelo canto das baleias foi despertado após as canções terem atraído sua atenção por intermédio de um bermudiano chamado Frank Watlington, que trabalhava para o governo dos Estados Unidos na estação SOFAR, localizada nas ilhas Bermudas, em que escutava submarinos russos utilizando-se de hidrofones submersos por toda a costa da ilha. As canções seguem uma estrutura hierárquica distinta. As unidades base da canção (às vezes lembram vagamente as notas musicais) são emissões isoladas e ininterruptas de som que perduram por alguns segundos. Esses sons variam numa freqüência entre 20 Hz a 10 kHz (o alcance normal da audição humana varia de 20 Hz a 20 kHz). Essas unidades podem ser de modulação em freqüência (por exemplo, o pico do som pode subir, descer ou permanecer o mesmo durante a nota) ou de modulação em amplitude (tornando o volume alto ou baixo). De qualquer modo, a regulação da largura de banda na representação do espectrograma da canção revela a natureza essencialmente pulsar dos sons FM, isto é, de modulação em freqüência.
O ajuntamento de quatro ou seis notas é conhecido como uma subfrase, e perdura por cerca de dez segundos (ver também frase musical). O ajuntamento de duas subfrases é uma frase. Normalmente a baleia irá repetir a mesma frase diversas vezes durante dois minutos, o que é conhecido como um tema. O ajuntamento de temas é conhecido como um canto. A baleia pode repetir o mesmo canto, que perdura por 30 minutos ou mais, diversas vezes ao longo de horas ou mesmo dias. Essa hierarquia de sons, semelhante às bonecas matrioska russas, capturou a imaginação de cientistas.
Todas as baleias em uma mesma área cantam virtualmente o mesmo canto a qualquer intervalo de tempo, e o canto é constante, evoluindo lentamente ao longo do tempo. Por exemplo, no decorrer de um mês uma nota específica que iniciou-se em uma freqüência crescente pode lentamente abrandar-se, tornando-se uma nota constante. Já outra nota pode ficar gradualmente mais intensa. O ritmo de evolução do canto de uma baleia também se modifica — em poucos anos o canto pode modificar-se muito rapidamente, ao passo que em outros anos apenas uma pequena variação pode ser registrada.
Baleias que ocupam as mesmas áreas geográficas (que podem ser tão extensas quanto bacias oceânicas inteiras) tendem a cantar canções similares, com apenas leves variações. Populações de baleias de regiões não-sobrepostas cantam canções totalmente diferentes, com características únicas, assumindo uma espécie de impressão digital que permite detectar o local de origem da alteração do canto. Desta forma, o fenômeno migratório pode introduzir e propagar canções novas entre as populações de baleia-jubarte.
À medida que o canto evolui, aparentemente os padrões antigos não são repetidos. Uma análise de 19 anos descobriu que enquanto padrões comuns de canções de baleia podiam ser identificados, as mesmas combinações nunca se repetiam.

Esquema idealizado da estrutura do canto de uma baleia-jubarte.
Redesenho de Payne, et al. (1983)

As baleias-jubarte também fazem sons que não fazem parte de uma canção, particularmente durante rituais de corte. Finalmente, as jubartes podem fazer uma terceira classe de som chamada de "canto de alimentação". Trata-se de um som longo, que dura de 5 a 10 segundos, de freqüência quase constante. As jubartes geralmente se alimentam cooperativamente por se reunir em grupos, nadando abaixo dos cardumes e investindo contra eles ao subir por entre os peixes e a água. Antes dessas investidas, as baleias fazem seu canto de alimentação. O objetivo desse canto não é conhecido, mas pesquisas sugerem que os peixes saibam o que significa. Quando uma gravação foi reproduzida para um grupo de arenques, eles responderam ao som movendo-se longe do canto, embora não houvesse baleias presentes.
Alguns cientistas propuseram que o canto das baleias-jubarte pode ter fins de ecolocalização mas isso foi objeto de divergência.

## Outros sons de baleias
As baleias de barbatana, em sua maioria, produzem sons entre 15 a 20 Hz. Entretanto, biólogos marinhos do Instituto Oceanográfico de Woods Hole relataram na revista New Scientist de Dezembro 2004 que eles haviam rastreado durante 12 anos uma baleia no Pacífico Norte que "cantava" a 52 Hz. Atualmente os cientistas são incapazes de explicar essa dramática diferença de padrão e suspeitam que este espécime possui alguma má formação ou, mais provavelmente, é um híbrido de baleia-azul com outra espécie (por exemplo, baleia-comum).
A maioria das outras baleias e golfinhos produz sons de uma variedade de graus e complexidade. De particular interesse é a beluga (o "canário do mar"), que produz uma imensa diversidade de assovios, estalidos e vibrações.

## Interação humana

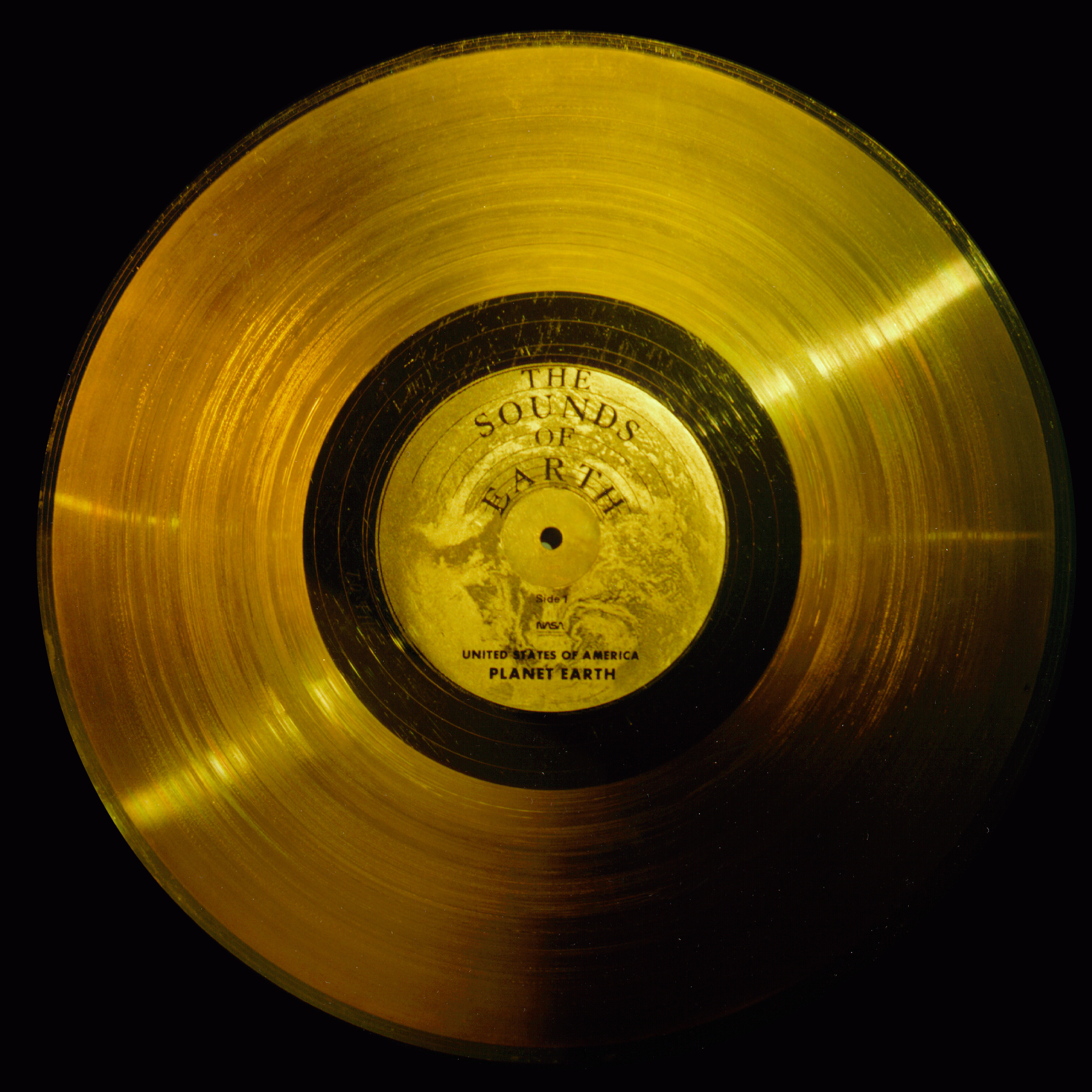
Os discos Voyager Golden Records carregaram canções de baleias ao espaço sideral juntamente com outros sons que representavam o planeta Terra.

Apesar de alguns observadores sugerirem que um deslumbramento excessivo vem sendo depositado no canto das baleias simplesmente porque os animais estão submersos na água, a maioria dos cientistas que estudam os mamíferos marinhos acredita que o som desempenha um papel particularmente vital no desenvolvimento e bem-estar dos cetáceos.  Argumenta-se que aqueles contra a caça à baleia antropomorfizaram o seu comportamento na tentativa de sustentar sua causa. Reciprocamente, as nações pró-caça à baleia talvez estejam intencionadas em reduzir a importância do significado desses sons, considerando, por exemplo, que é dada pouca importância ao mugir dos bois.
Os pesquisadores utilizam hidrofones (geralmente adaptados de seu uso militar original de rastreamento de submarinos) para apurar o local exato da origem dos sons de baleia. Seus métodos também lhes permitem detectar o quão longe um som viaja através do oceano. Uma pesquisa conduzida durante treze anos pelo Dr. Christopher Clark, da Universidade Cornell, em que utilizou-se de dados militares, mostrou que o sons de baleia deslocam-se por mais de 3.000 km. Mais do que prover informações sobre produção de canto, os dados permitiram aos pesquisadores traçar a rota migratória de baleias durante a temporada de "cantoria" (acasalamento).
Antes da introdução do barulho produzido pelo homem, Clark conta que os sons podiam viajar diretamente de um lado a outro do oceano. Sua pesquisa indica que o barulho ambiente de barcos está dobrando a cada década. Isso tem o efeito de reduzir o alcance com que cada som de baleia pode ser ouvido. Aqueles que acreditam ser o canto das baleias importante para o contínuo bem-estar das populações destas estão particularmente preocupados por esse aumento no barulho ambiente. Outra pesquisa mostrou que o crescente tráfico de barcos, por exemplo, nas águas de Vancouver, fizeram com que algumas orcas mudassem a sua freqüência e ampliassem a amplitude de seus sons, numa tentativa aparente de se fazerem ouvidas. Ambientalistas temem que essa movimentação de barcos esteja colocando os animais sob estresse muito grande bem como dificultando sua busca por um consorte.

## Mídia
- Problemas na execução dos arquivos? Veja Introdução à mídia.